# Саїманга оливкова
Саїманга оливкова (Deleornis fraseri) — вид горобцеподібних птахів родини нектаркових (Nectariniidae). Мешкає в Західній і Центральній Африці.

## Підвиди
Виділяють три підвиди:
- D. f. idius (Oberholser, 1899) — від Сьєрра-Леоне до Того.
- D. f. cameroonensis (Bannerman, 1921) — від південної Нігерії до західних районів ДР Конго і північно-західної Анголи.
- D. f. fraseri (Jardine & Selby, 1843) — острів Біоко.

Сіроголова саїманга раніше вважалася підвидом оливкової саїманги.

## Поширення і екологія
Оливкові саїманги живуть в рівнинних тропічних лісах і на плантаціях.